# Hosszútávúszás a 2013-as úszó-világbajnokságon
A hosszútávúszás versenyeket a 2013-as úszó-világbajnokságon július 20. és július 27. között rendezték meg Barcelona Moll de la Fusta részén.

## Versenyek, időpontok
| Dátum            | Időpont | Esemény     |
| ---------------- | ------- | ----------- |
| 2013. július 20. | 10:00   | Női 5 km    |
| 2013. július 20. | 13:00   | Férfi 5 km  |
| 2013. július 22. | 12:00   | Férfi 10 km |
| 2013. július 23. | 12:00   | Női 10 km   |
| 2013. július 25. | 12:00   | Csapat 5 km |
| 2013. július 27. | 08:00   | Férfi 25 km |
| 2013. július 27. | 08:15   | Női 25 km   |

## Éremtáblázat
|          | Nemzet                    | Arany | Ezüst | Bronz | Összesen |
| 1        | Németország               | 2     | 2     | 2     | 6        |
| 2        | Brazília                  | 1     | 2     | 2     | 5        |
| 3        | Görögország               | 1     | 1     | 0     | 2        |
| 4        | Tunézia                   | 1     | 0     | 1     | 2        |
| 4        | Amerikai Egyesült Államok | 1     | 0     | 1     | 2        |
| 6        | Olaszország               | 1     | 0     | 0     | 1        |
| 7        | Belgium                   | 0     | 1     | 0     | 1        |
| 7        | Kanada                    | 0     | 1     | 0     | 1        |
| 9        | Oroszország               | 0     | 0     | 1     | 1        |
| Összesen | Összesen                  | 7     | 7     | 7     | 21       |

## Versenyszámok

### Férfi
| Versenyszám | Arany                     | Arany     | Ezüst                | Ezüst     | Bronz                   | Bronz     |
| ----------- | ------------------------- | --------- | -------------------- | --------- | ----------------------- | --------- |
| 5 km        | Uszáma el-Mellúli (TUN)   | 53:30.4   | Eric Hedlin (CAN)    | 53:49.3   | Thomas Lurz (GER)       | 53:51.0   |
| 10 km       | Spyridon Gianniotis (GRE) | 1:49:11.8 | Thomas Lurz (GER)    | 1:49:14.5 | Uszáma el-Mellúli (TUN) | 1:49:19.2 |
| 25 km       | Thomas Lurz (GER)         | 4:47:27.0 | Brian Ryckeman (BEL) | 4:47:27.4 | Evgeny Drattsev (RUS)   | 4:47:28.1 |

### Női
| Versenyszám | Arany                  | Arany     | Ezüst                   | Ezüst     | Bronz                   | Bronz     |
| ----------- | ---------------------- | --------- | ----------------------- | --------- | ----------------------- | --------- |
| 5 km        | Haley Anderson (USA)   | 56:34.2   | Poliana Okimoto (BRA)   | 56:34.4   | Ana Marcela Cunha (BRA) | 56:44.4   |
| 10 km       | Poliana Okimoto (BRA)  | 1:58:19.2 | Ana Marcela Cunha (BRA) | 1:58:19.5 | Angela Maurer (GER)     | 1:58:20.2 |
| 25 km       | Martina Grimaldi (ITA) | 5:07:19.7 | Angela Maurer (GER)     | 5:07:19.8 | Eva Fabian (USA)        | 5:07:20.4 |

### Csapat
| Versenyszám | Arany                                                   | Arany   | Ezüst                                                             | Ezüst   | Bronz                                                   | Bronz   |
| ----------- | ------------------------------------------------------- | ------- | ----------------------------------------------------------------- | ------- | ------------------------------------------------------- | ------- |
| Csapat      | GER · Thomas Lurz · Christian Reichert · Isabelle Härle | 52:54.9 | GRE · Antonios Fokaidis · Spyridon Gianniotis · Kalliopi Araouzou | 54:03.3 | BRA · Allan do Carmo · Samuel de Bona · Poliana Okimoto | 54:03.5 |